# Aleurotulus laneus
Aleurotulus laneus là một loài côn trùng cánh nửa trong họ Aleyrodidae, phân họ Aleyrodinae.
Aleurotulus laneus được Martin miêu tả khoa học đầu tiên năm 2005.